# Acsmithia integrifolia
Acsmithia integrifolia är en tvåhjärtbladig växtart som först beskrevs av August Adriaan Pulle, och fick sitt nu gällande namn av R.D. Hoogland. Acsmithia integrifolia ingår i släktet Acsmithia och familjen Cunoniaceae. Inga underarter finns listade i Catalogue of Life.